# ОШ „Светозар Марковић” ИО Комаран
ОШ „Светозар Марковић” ИО Комаран је издвојено одељење ОШ „Светозар Марковић” из Бродарева, основана 1928. године.
Школа у Комарану основана је одлуком Министарства просвета Краљевине СХС, као прва школа у тадашњој општини Комаран, коју су чинили села Општину су чиниле села: Орашац, Ивезићи, Гојаковићи, Матаруге, Брајковац и Завинограђе. Одлуком је прецизирано да ће школа имати једно одељење и да ће се настава организовати у привременој школској згради, чији је власник била општина Комаран односно зграда аустроугарске касарне, на месту Боретино брдо, када је за учитеља постављен Михаило Рмандић. Он је образовно-васпитни задатак почео да реализује у једном одељењу са два разреда у којима је било 40 ученика (први разред 38 и други разред 2 ученика).
У 1922. години у овим селима било је скоро 400 деце основношколског узраста. Школске 1929/1930. године наставни рад је организован у једном одељењу са три зазреда. У току Другог светског рата школа није радила. У марту 1945. обновљена је настава у школској згради која је била оштећена и скоро без намештаја и учила. Са четири разреда са око 110 ученика у два комбинована одељења, радила су два учитеља. Од 1945. до 1999. године укупно је уписано од првог до четвртог разреда 5707 ученика, а све разреде је завршило 4632 ученика, понављало 380, напустило школу 591 и прешло у друге школе 104 ученика.
Четвороразредна школа је почела да прераста у осморазредну школске 1958/1959. године отварањем једног петог разреда. Од 1958. до 1999. године у настави од петог до осмог разреда збирно је уписано 6458 ученика, све разреде је завршило 5718 ученика, напустило школу укупно 148 ученика, понављало разред у свим школским годинама 558 и одселило се 34 ученика. Осми разред је завршило 1314 ученика у 38 генерација. У периоду 1945-1999. укупно је у школу уписано од првог до осмог разреда 12165 ученика, од чега је 10350 завршило разреде, у свим разредима је понављало 938 ученика, напустило школу 739 и прешло у друге школе 138 ученика. Уз непотпуне податке рада школе до 1941. године може се сматрати да је збирно уписано у све разреде од 1928. до 1999. преко 13000 ученика.